# Elmer Woggon
Pour les articles homonymes, voir Woggon.
Elmer Woggon, dit Wog (né le 4 novembre 1898 à Toledo et mort le 1er avril 1978 à Fort Lauderdale) est un auteur de bande dessinée et dessinateur de presse américain.

## Biographie
En 1929, Elmer Woggon crée le comic strip Skylark, considéré comme le premier strip dont le sujet est l'aviation. La série dure peu. En 1936, il crée avec le scénariste Allen Saunders le comic strip de western humoristique The Great Gusto renommé plus tard en Big Chief Wahoo puis Steve Roper and Mike Nomad, à laquelle il participe jusqu'en 1977, bien qu'il en confie le dessin à d'autres après quelques années. En effet, avec l'arrivée en 1940 d'un nouveau personnage, le journaliste Steve Roper, la série prend un tour réaliste (elle est d'ailleurs renommée Steve Roper en 1947) et Woggon ne se sent plus de taille à l'illustrer. C'est donc son frère Bill Woggon qui est chargé du dessin.